# Kapitalgesellschaft
Die Kapitalgesellschaft ist im Handelsrecht und in der Wirtschaft eine Gesellschaft, bei der die Kapitalbeteiligung der Gesellschafter im Vordergrund steht und nicht wie bei ihrem Pendant Personengesellschaft die haftungsrechtliche, persönliche Mitarbeit der Gesellschafter als Unternehmer.

## Allgemeines
Beide Gesellschaftsformen beruhen auf einem Gesellschaftsvertrag. Eine Kapitalgesellschaft ist eine  Körperschaft des privaten Rechts und damit eine juristische Person, deren Mitglieder einen gemeinsamen, meist wirtschaftlichen Zweck verfolgen. Bei Kapitalgesellschaften steht das Eigenkapital im Vordergrund, das die Gesellschafter durch Übertragung eines Teils ihres Privatvermögens einbringen. Sie unterliegt einem gesetzlich festgelegten Mindestkapital und umfangreichen Kapitalaufbringungs- und Kapitalerhaltungsvorschriften zum Zwecke des Gläubigerschutzes.
In Deutschland gibt es folgende Typen von Kapitalgesellschaften, (vgl. auch § 3 Abs. 1 Nr. 2 UmwG sowie die Überschrift zum zweiten Abschnitt des 3. Buchs des HGB, die sämtliche rechnungslegungspflichtigen Gesellschaften benennt):
- die Aktiengesellschaft (AG) mit der besonderen Form der Europäischen Gesellschaft (SE),
- die Kommanditgesellschaft auf Aktien (KGaA),
- die Gesellschaft mit beschränkter Haftung und Gesellschaft mit beschränkter Haftung (Österreich) (GmbH)
  - die Unternehmergesellschaft (haftungsbeschränkt) (UG)(als Unterform einer GmbH).

Die Rechtsform der bergrechtlichen Gewerkschaft wurde abgeschafft.
Ausländische „Kapitalgesellschaften“ sind keine Kapitalgesellschaften im Sinne des HGB und können in Deutschland auch nicht gegründet werden. Etwas anderes ergibt sich auch nicht aus der Centros-Entscheidung des EuGH, da diese lediglich besagt, dass eine im EU-Ausland gegründete Gesellschaft ihre Geschäftstätigkeit über eine Zweigniederlassung im Inland voll ausüben darf. Die ausländische Gesellschaft muss aber weiterhin im Ausland gegründet werden, da nur der Registereintrag konstitutiv ist.

## Wesen der Kapitalgesellschaft
Konzeptionell bauen die Kapitalgesellschaften auf dem Modell des Vereins auf.
Kapitalgesellschaften können zu jedem gesetzlich zugelassenen Zweck betrieben werden. Unabhängig davon, ob der Betriebszweck ein wirtschaftlicher oder ideeller ist, ist eine Kapitalgesellschaft stets Formkaufmann. Kapitalgesellschaften können durch eine oder mehrere Personen gegründet werden. Deshalb sind auch Ein-Mann-GmbHs oder Ein-Mann-AGs möglich.
Kapitalgesellschaften haben folgende gemeinsame Merkmale:
1. Eigenschaft als juristische Person mit Rechtsfähigkeit, Parteifähigkeit; der Bestand der Kapitalgesellschaft ist unabhängig von ihren Mitgliedern; eine Kapitalgesellschaft ist nach BGH-Rechtsprechung auch deliktsfähig;
2. mehrteiliger Gründungsvorgang (Abschluss des Gesellschaftsvertrags, Feststellung der Satzung durch notarielle Beurkundung, Eintragung in ein Handelsregister);
3. Kapitalaufbringungs- und Erhaltungsvorschriften für das Stamm- oder Grundkapital;
4. Vertretung und Geschäftsführung durch Nichtgesellschafter (Fremdorganschaft; Gegenteil: Selbstorganschaft bei der Personengesellschaft);
5. Willensbildung folgt dem Mehrheitsprinzip nach Maßgabe der Kapitalanteile;
6. keine unmittelbare Haftung der Mitglieder gegenüber Gesellschaftsgläubigern und keine oder nur sehr eingeschränkte (z. B. im Gründungsvorgang) mittelbare Durchgriffshaftung bei voller Haftung der Gesellschaft mit ihrem gesamten Gesellschaftsvermögen (Trennungsprinzip).

In der Regel ist eine Kapitalgesellschaft nach Leistung der Einlage an der Person ihrer Mitglieder (Gesellschafter, Anteilseigner) nicht mehr interessiert, da die Gesellschafter für Gesellschaftsverbindlichkeiten weder mit ihrem Vermögen einzustehen haben noch irgendwelche Dienste gegenüber der Gesellschaft zu erbringen haben (Gegenteil: Personengesellschaft). Wenn eine Aktiengesellschaft vinkulierte Namensaktien ausgibt, führt sie ein Aktienregister; sie kennt dadurch die Namen aller Aktionäre und die Zahl der Aktien, die jeder von ihnen besitzt.

## Typen der Kapitalgesellschaft
Die durch den Gesetzgeber als Kapitalgesellschaften definierten Rechtsformen können z. B. nach der Umlauffähigkeit der Anteile (bei der GmbH Geschäftsanteil, bei der AG Aktie) und dem Maß der Beteiligung der Anteilseigner an der Geschäftsführung der Gesellschaft typisiert werden.

### Umlauffähigkeit
Nach deutschem Recht kann bei der GmbH der Geschäftsanteil nur durch notariell beurkundeten Abtretungsvertrag übertragen werden (§ 15 Abs. 3 GmbHG). Dasselbe gilt für die Verpflichtung, einen Geschäftsanteil abzutreten. Die Abtretung kann im Gesellschaftsvertrag an die Zustimmung der Gesellschaft gebunden werden (§ 15 Abs. 5 GmbHG, Vinkulation).
Eine Aktie kann hingegen als Inhaberpapier oder Orderpapier verbrieft werden (§ 10 Aktiengesetz (AktG)). Das hat zur Folge, dass die Aktie gemäß der Vorschriften eines Wertpapiers übertragen werden kann. Aktien eignen sich daher auch als an der Börse handelbare Effekten. In der Satzung kann aber die Übertragung der Aktien auch an die Zustimmung der Gesellschaft gebunden werden (§ 68 Abs. 2 AktG, Vinkulation).
Die wesentlich bessere Umlauffähigkeit der Aktie im Vergleich zum Geschäftsanteil zeigt, dass die AG der Idee des Gesetzgebers gemäß auf einen Mitgliederwechsel und die Börsenfähigkeit, die GmbH auf eine größere Beständigkeit ihres Gesellschafterkreises ausgelegt ist.

### Geschäftsführung
Grundsätzlich obliegt bei der GmbH den Geschäftsführern die Führung der Geschäfte der Gesellschaft. Die Gesellschafterversammlung kann dem Geschäftsführer, soweit es der Gesellschaftervertrag zulässt, jederzeit Beschränkungen auferlegen (§ 37 Abs. 1 GmbHG).
In der AG übernimmt der Vorstand die Geschäftsführung (§ 77 AktG). Die Hauptversammlung kann über Angelegenheiten der Geschäftsführung dagegen nur auf Antrag des Vorstandes entscheiden (§ 119 Abs. 2 AktG). Die Aktionäre der AG sind somit weitgehend auf eine Kapitalbeteiligung beschränkt.
Die grundsätzlich fehlende Möglichkeit der Hauptversammlung einer Aktiengesellschaft, unmittelbar auf die Führung der Gesellschaft Einfluss zu nehmen, macht das gesetzgeberische Leitbild deutlich, wonach die AG im Vergleich zur GmbH auf eine größere Anzahl von Mitgliedern ausgelegt ist.

## Stamm- und Grundkapital
Grundlage für das wirtschaftliche Handeln ist dabei das Stamm- und Grundkapital der Gesellschaft, das bei der Gründung eingebracht wird und später auch verändert werden kann. Die Kapitalgesellschaft haftet, wenn sie im Außenverhältnis nichts anderes vereinbart hat, mit ihrem Gesellschaftsvermögen unbeschränkt. Ist dieses verbraucht, muss die Kapitalgesellschaft Insolvenz anmelden. Nur soweit den Gesellschaftern der Verbrauch des Kapitals als Missbrauch vorgeworfen und nachgewiesen werden kann, trifft sie die sogenannte Existenzvernichtungshaftung.

## Kapitalgesellschaft und persönlich haftender Unternehmer
Auch heute gibt es noch Unternehmer, die sich bewusst gegen die Errichtung von Kapitalgesellschaften entscheiden. Insbesondere unter Freiberuflern und kleinen Selbständigen ist die Vollhaftung verbreitet. Gründe:
- Die mit der Kapitalgesellschaft verbundenen Publizitätspflichten werden vielfach gescheut.
- In Branchen oder Unternehmen mit geringem Risiko spielt die Haftung nur eine geringe Rolle.
- Viele Großgläubiger (z. B. Kreditinstitute) lassen sich ihre Forderungen mit persönlichen Bürgschaften der Gesellschafter absichern. Somit ist der Effekt der Haftungsbeschränkung stark eingeschränkt.
- Die Kosten einer Kapitalgesellschaft übersteigen die eines Einzelkaufmanns.

## Rechte der Anteilseigner
Die Anteilseigner verfügen nicht über direkte Rechte an den Vermögensgegenständen der Gesellschaft. Die wesentlichen Rechte der Anteilseigner sind:
- Stimmrechte auf der Gesellschafter- oder Hauptversammlung (soweit nicht ausgeschlossen: Vorzugsaktie);
- Gewinnausschüttungen gemäß Gesellschafterbeschluss;
- Anteil am Liquidationserlös bei Auflösung der Gesellschaft (Residualanspruch)

## Größenklassen
Kapitalgesellschaften werden im Bilanzrecht in drei Größenklassen eingeteilt: kleine, mittelgroße und große Gesellschaften. Je nach Größe der Gesellschaft werden strengere Rechnungslegungsanforderungen gestellt. Die Unterscheidung hinsichtlich der Größenklasse hat vor allem für die Publizitätspflichten Bedeutung.
Die Einordnung einer Gesellschaft wird von § 267 HGB anhand der Merkmale Bilanzsumme, Umsatzerlöse und Zahl der Arbeitnehmer bestimmt. Große Kapitalgesellschaften überschreiten in zwei aufeinanderfolgenden Geschäftsjahren die Grenzwerte von mindestens zwei der drei Merkmale von mittelgroßen Gesellschaften. Die Grenzwerte wurden zuletzt 2024 erhöht.
|                       | Größenklasse |            |          |       |
|                       | Kleinst      | Klein      | Mittel   | Groß  |
| Bilanzsumme in Mio. € | ≤ 0,45       | 0,45 – 7,5 | 7,5 – 25 | > 25  |
| Umsatz in Mio. €      | ≤ 0,9        | 0,9 – 15   | 15 – 50  | > 50  |
| Mitarbeiter           | ≤ 10         | ≤ 50       | ≤ 250    | > 250 |

## Abgrenzungen/Terminologie

### Kommanditgesellschaft
Die Kommanditgesellschaft ist eine Personenhandelsgesellschaft. Die Stellung des Kommanditisten ähnelt aber wegen der nach Leistung der Einlage fehlenden persönlichen Haftung und dem Ausschluss des Kommanditisten von der Geschäftsführung der Gesellschaft der Stellung eines Aktionärs.

### Publikumsgesellschaft
Eine Publikumsgesellschaft ist im allgemeinen Sprachgebrauch eine Gesellschaft, deren Gesellschaftsanteile breit gestreut sind. Es ist keine juristische Kategorie, sondern eine faktische Beschreibung des Mitgliederkreises. Familienunternehmen gelten nicht als Publikumsgesellschaft. Im bundesdeutschen juristischen Sprachgebrauch versteht man unter einer Publikumsgesellschaft primär jede Gesellschaft, unabhängig von ihrer rechtlichen Ausgestaltung, deren Beteiligungsrechte breit gestreut sind. Die deutsche Rechtsprechung scheint den Begriff der Publikumsgesellschaft bisweilen für Personengesellschaften zu verwenden, die aufgrund der breiten Streuung der Beteiligungsrechte kapitalgesellschaftliche Züge aufweisen. Es handelt sich dabei aber um eine rechtstatsächliche und keine rechtliche Kategorie: Kriterium ist nicht die Rechtsform der Gesellschaft, sondern die Verteilung der Mitgliedschaftsrechte unter eine Vielzahl von nicht miteinander besonders verbundenen Personen, die jeweils kleine Gesellschaftsanteile halten.
In der Schweiz dagegen ist eine Publikumsgesellschaft rechtlich abschließend definiert. Sie liegt dann vor, wenn eine Gesellschaft an einer Börse kotiert ist oder wenn sie Anleihensobligationen herausgegeben hat oder wenn sie mindestens 20 Prozent der Aktiva oder des Umsatzes zur Konzernrechnung einer Gesellschaft beiträgt, die entweder an einer Börse kotiert ist oder Anleihensobligationen herausgegeben hat.

### Mischgesellschaften
Eine häufig geübte Praxis ist es, dass der Komplementär einer KG nicht eine natürliche Person, sondern eine GmbH oder Aktiengesellschaft ist (beispielsweise eine GmbH & Co. KG). Sie kommt daher wirtschaftlich einer Kapitalgesellschaft nahe.

### Andere juristische Personen
Genossenschaften und wirtschaftliche Vereine sind ebenso wie Kapitalgesellschaften juristische Personen. Sie unterscheiden sich durch fehlende Vorschriften über Kapitalaufbringung und -erhaltung. Sie können den Kapitalgesellschaften ähnlich eingesetzt werden.

### Gründungsphase
Für die Zeit zwischen der Beantragung der Eintragung beim Handelsregister und der Zuteilung der Registernummer führen Kapitalgesellschaften teilweise den Zusatz „i. G.“ für „in Gründung“ hinter der Firma. Für eine solche Vorgesellschaft gelten die Rechte der eingetragenen Gesellschaft nur teilweise – siehe Vor-GmbH.

## Volkswirtschaftliche Gesamtrechnungen
Die Volkswirtschaftliche Gesamtrechnungen unterscheiden finanzielle und nicht-finanzielle Kapitalgesellschaften.

## Situation in anderen Ländern

### Neuseeland
Das neuseeländische Recht sieht nur eine Kapitalgesellschaft vor. Sie wird Limited oder Corporation genannt und leitet sich von der britischen Variante ab. Das neuseeländische „Companies Act 1993“ unterscheidet nicht zwischen „privaten“ und „öffentlichen“ Kapitalgesellschaften. In Neuseeland beträgt das Mindestkapital 1 NZ$. Das Management besteht aus mindestens einem Direktor. Ein Sekretär, wie im britischen Recht, ist nicht vorgesehen.

### Vereinigtes Königreich
Im Vereinigten Königreich von Großbritannien und Nordirland gibt es eine private und eine „öffentliche“ Variante der Kapitalgesellschaft, die mit der Deutschen GmbH bzw. AG verglichen werden können (siehe Rechtsform): Die Private Company Limited by Shares (Ltd.) ist einem kleineren, privaten Kreis von Gesellschaftern vorbehalten, während die Public Limited Company (PLC) auch an der Börse notiert sein kann. Das Management der Ltd. besteht aus einem oder mehreren Direktoren. Zwingend notwendig ist zudem die Benennung eines Sekretärs. Beide Organe können durch eine andere Gesellschaft repräsentiert werden, was von kleineren Ltd.s insbesondere für den Sekretär häufig gemacht wird. Bei der PLC wird für den Sekretär eine Mindestqualifikation (z. B. als Anwalt oder Wirtschaftsprüfer) gefordert. Das Mindestkapital der Ltd. beträgt ein Britisches Pfund (GBP), das der PLC 50.000 GBP.